# Liste der Biografien/Haro
Liste der Biografien |
Portal Biografien |
Personensuche
# |
A |
B |
C |
D |
E |
F |
G |
H |
I |
J |
K |
L |
M |
N |
O |
P |
Q |
R |
S |
T |
U |
V |
W |
X |
Y |
Z |
?
 
Ha |
Hd |
He |
Hi |
Hj |
Hk |
Hl |
Hm |
Hn |
Ho |
Hr |
Hs |
Ht |
Hu |
Hv |
Hw |
Hy
 
Haa |
Hab |
Hac |
Had |
Hae–Haf |
Hag |
Hah |
Hai |
Haj |
Hak |
Hal |
Ham |
Han |
Hao |
Hap |
Haq |
Har |
Has |
Hat |
Hau |
Hav |
Haw |
Hax |
Hay |
Haz
 
Hara |
Harb |
Harc |
Hard |
Hare |
Harf |
Harg |
Harh |
Hari |
Harj |
Hark |
Harl |
Harm |
Harn |
Haro |
Harp |
Harr |
Hars |
Hart |
Haru |
Harv |
Harw |
Harx |
Hary |
Harz
Die Liste der Biografien führt alle Personen auf, die in der deutschsprachigen Wikipedia einen Artikel haben. Dieses ist eine Teilliste mit 32 Einträgen von Personen, deren Namen mit den Buchstaben „Haro“ beginnt.

## Haro
- Haro Ayldisna, Häuptling zu Groß-Faldern
- Haro Tecglen, Eduardo (1924–2005), spanischer Schriftsteller, Journalist, Kolumnist und Anti-Franquist
- Haro y Guzmán, Gaspar de (1629–1687), spanischer Adliger, Politiker und Kunstsammler
- Haro y Guzmán, Luis Méndez de (1598–1661), spanischer Minister
- Haro, Diego (* 1982), peruanischer Fußballschiedsrichter
- Haro, Guillermo (1913–1988), mexikanischer Astronom
- Haro, Ivan de (* 1971), gibraltarischer Badmintonspieler
- Härö, Klaus (* 1971), finnischer Filmregisseur
- Haro, Mariano (1940–2024), spanischer Langstrecken- und Hindernisläufer

### Haroc
- Haroche, Raphaël (* 1975), französischer Sänger
- Haroche, Serge (* 1944), französischer Physiker

### Haroj
- Harojan, Warasdat (* 1992), armenischer Fußballspieler

### Harol
- Harold, Dave (* 1966), englischer Snookerspieler
- Harold, Edgar von (1830–1886), bayerischer Offizier und Entomologe
- Harold, Edmund von (1737–1808), irisch-deutscher Schriftsteller
- Harold, Gale (* 1969), US-amerikanischer SchauspielerGale Harold (* 1969)

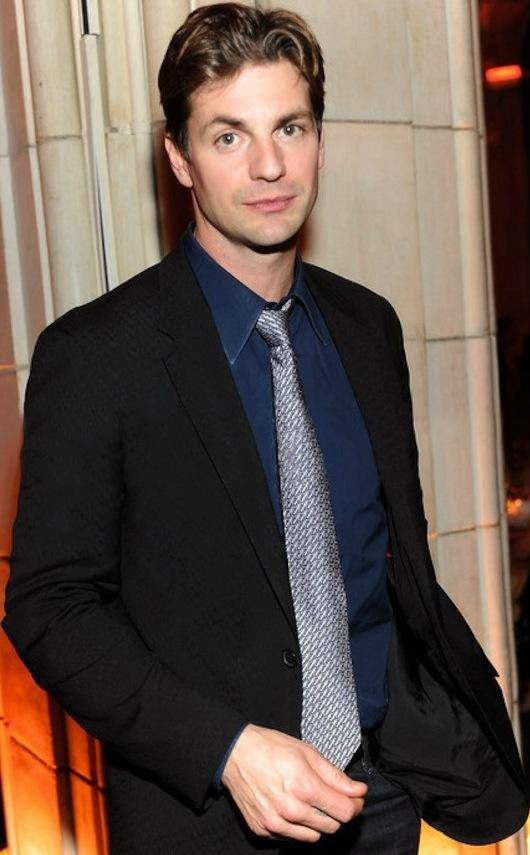
Gale Harold (* 1969)

- Harolde, Ralf (1899–1974), US-amerikanischer Schauspieler
- Harolimana, Vincent (* 1962), ruandischer Geistlicher und Bischof von Ruhengeri

### Haron
- Haron Monis, Man (1964–2014), iranischer Prediger und Geiselnehmer
- Haron, Abdullah (1924–1969), südafrikanischer Imam
- Haronsimana, Angèle, burundische Leichtathletin

### Haros
- Haroschka, Aleh (* 1989), belarussischer Eishockeyspieler
- Haroske, Dorothee (* 1968), deutsche Mathematikerin

### Harou
- Harouchi, Abderrahim (1944–2011), marokkanischer Mediziner und Politiker
- Haroun, Abdalelah (1997–2021), katarischer Sprinter
- Haroun, Faris (* 1985), belgischer Fußballspieler und -trainer
- Haroun, Mahamat-Saleh (* 1961), tschadischer Filmregisseur, Filmproduzent und Drehbuchautor
- Harouna, Abdou (* 1968), nigrischer Manager und Politiker
- Harouna, Alou (* 1942), nigrischer Politiker und Diplomat
- Haroutjounjan, Ara (1928–1999), armenisch-sowjetischer Bildhauer
- Haroutounian, Lianna, armenische Opernsängerin (Sopran)
- Haroutunian, Joseph (1904–1968), armenisch-amerikanischer reformierter Theologe